# Agnes Stevenson
Agnes Lawson-Stevenson (Poznań, 20 de agosto de 1935)) foi uma jogadora de xadrez do Reino Unido, quatro vezes campeã do campeonato britânico feminino (1920, 1925, 1926, 1930) e três vezes participante do Campeonato Mundial Feminino de Xadrez. Agnes também participou do primeiro campeonato feminino Europeu em 1924, terminando em terceiro lugar.
No primeiro mundial em Londres (1927), terminou empatada em nono lugar, em Hamburgo (1930) terminou em quinto e em Praga (1931) em terceiro. Enquanto viajava para o Mundial de 1935 faleceu em um acidente envolvendo o avião.